# 宇宙家族カールビンソン
『宇宙家族カールビンソン』（うちゅうかぞくカールビンソン）は、あさりよしとおのSF漫画作品、およびアニメーション作品である。

## 概要
あさりの作品の中でも、最も長く連載され、最も多く単行本の出版されている作品で、代表作の一つとされる。
題名は、アメリカのSF家族コメディテレビドラマ作品『宇宙家族ロビンソン』と、連載開始時期の1983年に佐世保、1984年に横須賀と日本に寄港した米軍の原子力空母「カール・ヴィンソン」から。他にも多くの漫画、アニメ、映画、実在の人物等のパロディが登場している。
掲載誌が通算3誌あり、その度に1から連載を行っているため、以下の3つの世界観に分かれている。
1. プチアップル・パイ版（元祖版、オリジナル版）初出：プチアップル・パイ／徳間書店／1984年7 - 17号（連載、未完）
2. 少年キャプテン版（SC版、文庫版）初出：月刊少年キャプテン／徳間書店・講談社／1985年2月18日号 - （連載、未完）
3. アフタヌーン版初出：アフタヌーン／講談社／1999年 - （連載、現在休載中）

通常はもっとも長期にわたって連載された少年キャプテン版のことを指す。1988年にOVA化もされている。
プチアップル・パイ版の連載中に少年キャプテン版の連載が始まり、プチアップル・パイが休刊するまでの期間は平行連載と言う形になっていたが、同名作品にも拘わらず設定が異なるため、プチアップル・パイ版は途中からタイトルに「元祖」が付記されるようになった。単行本も『元祖宇宙家族カールビンソン』、『新装版 元祖宇宙家族カールビンソン』、『宇宙家族カールビンソン オリジナル』として刊行されている(全て単巻)。再版されるたびに後書きが追加されていた。基本的に少年キャプテン版よりも穏やかな世界観である。
少年キャプテン版は『宇宙家族カールビンソン』（全13巻、徳間書店）、『宇宙家族カールビンソン SC完全版』（全11巻、講談社）、『宇宙家族カールビンソン』（全6巻、講談社漫画文庫）として刊行。『月刊少年キャプテン』休刊のために連載が中断され、徳間書店版は連載中だった数話分が未掲載、他にも未収録だった二話分があった。講談社版は全話収録されている。
アフタヌーン版は、2000年3月号の掲載を最後に中断。あさり自身は2001年1月号から復帰したが、なぜか『細腕三畳紀』を同年10月号まで連載し、その後12月号から2009年5月号まで『るくるく』を連載し、以降は『アフタヌーン』から姿を消し『カールビンソン』は再開されていない。単行本は講談社から『宇宙家族カールビンソン』既刊1巻が発売されている。
アフタヌーン版第1話では、徳間書店側からの引継ぎの快諾があったとはいえ、あさりと徳間書店との契約があと2ヶ月残っている状態での『アフタヌーン』での連載開始ということや、あさりの茶目っ気のため、宇宙家族ロビンソンの現題『Lost in Space』を元ネタに『ロスト・イン・ユニバース』のタイトルで掲載され、「本タイトル募集中」タイトル公募の形をとっている。結局、あさり側の思惑通り【公募】の結果はダントツで【宇宙家族カールビンソン】が1位となり、第2話以降のタイトルは『宇宙家族カールビンソン』になっている。なお、『ロスト・イン・ユニバース』は単行本では第1話のサブタイトルとして使われている。
作中には、作者がかつて過ごした美唄市我路ノ沢（がろのさわ）近辺一帯をモチーフにした地形や建物が多く見受けられる。そのころの自然と戯れた経験が、本作品の環境やストーリー、時々出てくる方言に現れている。同市立沼東（しょうとう）小学校は当時は本作と同様、教室部分を上空から見降ろすと「八角形眼鏡様の双子形の校舎」だった。なお現在、同校舎の片方だけがかろうじて残存している。

## あらすじ
宇宙暦昭和47年、宇宙を旅する異星人の旅一座の宇宙船が、未知の宇宙船と衝突事故を起こす。大破して惑星アニカに墜落した未知船の救助に向かう一行だが、生き残っていたのは両親の犠牲により生き延びた赤ん坊ただひとりだった。彼らはその子の母星からの救助が来るまで惑星アニカに留まり、未知船に代わって遭難信号を発しながら、その子の家族を演じて成長を見守る事にする。そして4年の歳月が流れた。

## 登場人物

### 少年キャプテン版
おとうさん、おかあさん、ターくん、ベルカ、アンディ、パーカーの6名が旅芸人一座のメンバーであり、コロナの家族や知人を「演じて」いる。他にも町を形成する店が「ごっこ遊び」であり、たまに出稼ぎに出かけていることから、そうした住人達はおかあさん（座長）に呼び寄せられた旧知の宇宙人たちであるらしい。
以下の項の区別はそれほど厳密なものではない。

#### 美唄町の住人
コロナ
本編の主人公で唯一の地球人。事故を起こした宇宙船の生き残りで、おとうさんが助け出す。深い家族愛の中で育ったため、ちょっとワガママだが、心やさしい少女。おかあさんは「地球人として当たり前に、ちゃんと社会復帰できるように育てている」つもりだが、その一般常識は微妙にずれている。
連載が長期にわたったキャプテン版では徐々に成長し、それに合わせて幼稚園が設立され、小学校に改組され通うようになった。
己の境遇に何の疑問も持たず、「“両親”との容貌が違いすぎる、本当の親子なのか」という当然の質問をされたときには号泣して「いじめる」と騒いだ。
おとうさん
コロナの育ての父親。ロボットのような風貌で、脚部は無く常に空中を浮遊しながら移動、変形して高速飛行することも可能。食事は普通に摂るが、かなりのゲテモノ趣味。性格はマイペースそのもので、常に奇妙な言動を繰り返している。元々は軍人で、途轍もなく悲しい過去を持つ。それ故か、普段は精神を深いところに押し込んでいるらしく、つかみどころの無い宿六状態でふだんは何一つ働かない。しかし溺愛するコロナのピンチには、豊富なオプション装備と合体して巨大兵器となり、敵を蹴散らす。なお、「敵」とは言っても、一概に敵対している相手とは限らない。
少年キャプテン版で、正体はウエスナー星宇宙軍独立空間騎兵隊所属のトリー准将と明かされた。まだ生身の肉体の頃、任務遂行のため民間人ごと街一つ焼き尽くしたことから「死に神」の二つ名を持つ。その時死んだ民間人には、彼の妻子も含まれていた。後に、人間の魂を宿すことにより起動することが判明した、惑星ウストベの学術調査団によって発見された3体のマシンの1機へ、アジーン准将、ドワー准将とともに魂を移植され現在の姿となる。続いてトリー准将を解析したデータを元に複製・量産を目的にした「4番目」が製作され、親衛隊のエリートを移植しチェトレ准将となる。しかしチェトレの裏切り行為により詳細は不明だが母星の住人は「苦しみながら死んでいく」こととなる。ドワーが刺し違え覚悟で猛攻の末にチェトレを葬り、トリーは住人たちを楽にしてやるため、母星を自らの手で爆破、以後3人は消息を絶つ。なお、アジーン、ドワー、トリー、チェトレはロシア語の1、2、3、4であり、本名ではなく「～号機」という意味である。
この事実を断片的にでも知るのは、惑星アニカでは、本人たちを除けばおかあさん、ライカ、アンディのみである。
目の形や奇怪な言動は、吾妻ひでおの漫画作品に登場するキャラクター『とつぜんDr.』の主人公などを務める「不気味」に似ている。掲載誌の異なるそれぞれのバージョンで、推進装置まわりの形状と変形プロセスが異なっている。
おかあさん
コロナの育ての母親。全身が紫の毛むくじゃらの巨大ネズミ。作者によれば初期の構想では「婆さん鼠」だった。あらゆる家事をこなす一家の中心。旅芸人一座の座長として、第一線で活躍していたが、その過去は少年キャプテン版の1話目で軽く触れられた程度でおとうさん同様触れられていない。
風貌にそぐわず家庭的で優しく時には厳しい「おかあさん」を演じている。本心からコロナを愛しているのはおとうさんと同じ。性格はまさにおばさんそのもの。丸い巨躯の大半は体毛であり、実際の体格はかなり細身。
『それ行け宇宙パトロール』にも登場する惑星周辺のパトロール艦隊に属するフルネルソン提督や巨大インコのおタケさんなど、知人も多数。
彼女らが惑星アニカに住み着いた理由は、当時未知の宇宙人だった地球人類がコロナたちを探しに来ることを予測してのことだった。しかし作中ではナンデモ市場に地球人が登場しており、作中経過の中で既に地球人たちとの交流があると推測される。そうした意味では、辺境に住み着いたことは逆効果だが、結果、家族としての日々は続いている。
ターくん
コロナがリスとして飼っている「ペット」。穏やかな性格。何故かリスと呼ばれるが、脳味噌と脊髄に四肢があるようなグロテスクな容貌のため、アップで登場すると常におかあさんに殴られる。口にあたる部分に無数の触手がある。おとうさんの突拍子のない行動や、コロナや他の住人達の暴走の主な犠牲者。死にそうな目に何度もあっている。
母星に帰れば名門セリブラム家の跡継ぎだが、今の生活を気に入っているため帰郷しないらしい。ちなみに母星の住人は、みんな同じ顔。触角に見える部分が目である。
一家の主であるおとうさんが何もしていないため、田植えや畑起こしなどは彼が担っている。さりげなく相当体が頑丈。
プチアップル・パイ版ではプロテインで筋肉増強した事がある。
デザインの元ネタは1958年のB級ホラー映画『顔の無い悪魔』に登場した怪物（英語版Wikipediaのポスター画像参照）。
ベルカ
エルフのように長い耳を持つが、その先端は獣毛の人間型女性。保安官役の私設警官。交番に住んでいる。面倒見はいいが少し気が短い。馬鹿力の持ち主で、爆弾の直撃にも無傷という頑丈さを持つ。獣化能力を持ち、変身すると更にすさまじい怪力を発揮する。キャプテン版で何度か獣人化を披露してはいるものの、それが功を奏したことはただの一度もない。元傭兵で銃火器の扱いにも長けている。ライカとは傭兵時代の友人。貧乳。赤ん坊の頃のわずかな間、未来に飛んでライカに世話されたことがある。
出身は「雪と氷しかない星」。そういう環境で生まれ育ったため、寒さには強いが、暑さには極端に弱い。また暑さに負けて眠っている時には容易には目を覚まさない。余談だが、故郷のお土産は石鹸が定番のようである。
基本的にライカからの恨みは逆恨みがほとんどだが、ベルカも自分の身体能力を基準に物事を進める癖があるため、周囲を振り回すことがしばしばある。
名はロシア語のリスより。作者によると「ベルセルガ（狂戦士）」に由来するのもあながち間違いではないとのこと。
アフタヌーン版では後から舞台の惑星に来たため、コロナ一家の事情を知らなかった。
パーカー
無口で常に何を考えているかよく分からない、形容しがたい姿の謎の生物。コロナ一家の一員であるらしいが位置づけはいまいち不明。アニカ原住民の美的水準ではかなりの美人らしく、ジュンくんが一方的に惚れている。
フレッド・セイバーヘーゲンの小説『バーサーカー 星のオルフェ』のハヤカワ文庫・加藤直之版表紙イラストのパロディ。
アンディ
雑貨店店主。他にもゲームセンターや、居酒屋なども経営している。目玉型の大きなセンサーに足をつけたロボットで知識豊富。コロナの宇宙船のデータバンクの内容を保存しており、そこから母星の風習などを再生することができる。ただしデータバンク自体が事故で破損したため「ちまき」を「簀巻き」と間違えるなど精度が落ちる。本体は足の方で、目玉型センサーは壊れても取替えが可能。
ケン
風来坊。惑星アニカの環境に詳しい。飛行（滑空）形態をとれる。昆虫を思わせるような外見で、普段の言動は爽やかな好青年のイメージ。だがその一方で、ベルカの入浴シーンに遭遇したり「いやらしい本」を読んだりする場面もある。ライカの爆弾で服を吹き飛ばされたベルカを目の当たりにして喜んでいたりもする。当初は陰ひなたからみんなをサポートする裏方役だったが、やがてライカにその役を譲り影が薄くなっていく。コロナの事情を知っているメンバーの一人。
『ムーミン』のスナフキンのパロディで、野外生活の達人。
ライカ
額に角、尻尾を有する人間型の少女。ベルカの傭兵時代の同僚。ベルカを逆恨みしており復讐のためにアニカに来た。厳格な父親に育てられた反動からか、ひねくれて悪ぶるが、根は憎めない天邪鬼である。また間が抜けた所があり、ベルカに復讐を試みては自滅する。科学知識が豊富で兵器、機械弄りが趣味らしく、さまざまな武器を持ち歩き新兵器を開発してベルカに挑むが、ほとんどライカの人為的欠陥による欠点があったりして結局返り討ちに遭っている。コロナたちと幼稚園から小学校に通うはめになった。
火竜の末裔であり普段は絆創膏で隠しているが背中には羽根がある。地水火風の魔術を操り、巨大な竜に変化することもでき、潜在能力は計り知れない。自然界からの支配を受けた状態での一種の先祖がえりと推測し獣人化が可能なのは知っていたが、巨大化出来ることは彼女も知らなかった。ドラゴン化状態では火を吐く、空を飛ぶ他、マイクロ波を吸収して熱に変換することができる。
当初自滅型のトラブルメーカーだったが、回を重ねるごとにトラブル収拾役となっていく。コロナ一家の事情を知らされていなかったが、いつの間にか自分で察した。それに関わる一話「過去から来た男」では自らを「この町にトラブルを持ち込んでほしくない人間」と称して、一家を守ろうとしている。
扉絵に登場することが多い。「『ベルカ』『ライカ』の名は旧ソ連が人工衛星に載せた宇宙犬の名に因む」という説があったが、後の文庫版にて作者本人が否定。単純に先行して登場したベルカのもじりだとのこと。
ショベルマウス
常に穴を掘り続ける、人間ほどの大きさの巨大ネズミ。日夜意味なく掘り続けて、埋めている。原住民トリオやライカを居候させている。性格はおだやかで、時に自滅したライカを迎えに行ったりもする。毛が生え変わったのか、物語途中から大きく風貌が変化している。時々ライカをわざとからかっている節がある。一家の事情を知る一人。
元ネタはアーサー・K・バーンズの『惑星間の狩人』に登場する同名のモンスター。
ジョン
狼型人獣。映画館を営業。TV放送も担当。顔面分裂したスプラッター状態になったり、内臓を取り出したりできる。また頭部と胴体で別々に行動する事も可能。元映画監督で、好みはB級のスプラッター映画・ホラー映画だが、作った映画はことごとく数日で上映打ち切りになっている。料理も好きだが、味覚が一般人とはかけ離れているらしく、作るものは料理も映画もゲテモノばかりである。一家の事情を知る一人。
前述の異常な「肉体能力」も含めて、映画『遊星からの物体X』のパロディ。名前・キャラクターも同作の監督ジョン・カーペンターからとられている。知り合いには、同じく狼型人獣の映画監督ジョン・ランディスや、映画俳優カートがいる。
医者
風貌も行動もマッドサイエンティストのような人間型の医者。虫歯を麻酔無しで抜くなどかなりのヤブ医者。ただしライカを除けば彼が唯一まともな医療知識を持つ関係か、突っ込み役に回ることも多い。恐竜を遺伝子から再生し、血中に細工した科学者の一面も持つ。一家の事情を知る一人。
物語初期は語尾に「アル」がついていたが中盤あたりから普通の口調になった。
風貌の元ネタはテレビ特撮番組『スーパーロボット マッハバロン』の敵ボス、ゲオルク・ララーシュタイン。
ミドリ先生
幼稚園・小学校の先生を務める女性。駄菓子屋のバアさんの遠縁。人間型の美人で優しいお姉さんだが、聞き分けのない生徒には実力行使する。舌を異常に長く伸ばすことができる。最初はミステリアスかつ不気味な雰囲気を漂わせていたが、だんだん生徒に振り回されるなどのすっとぼけた面が目立っていく。
守銭奴であり、金目の物や儲けられそうな話や物には目が無い。
駄菓子屋のバアさん
駄菓子屋を営むバアさん。言葉を発しないが、どこかしらに喉はあるらしい。巨大な一つ目に二本の触手を伸ばした姿で、背中には機械らしきものが付属する。また体にはミドリ先生同様模様か部品のような物がちりばめられている。一家の事情を知る一人。
あまり喋らずマイペースなため、一見意思疎通は不可能にも思えるがフリップで筆談可能。意外と普通の性格。
ガンちゃん
本名は芦屋ガン●●●。人呼んで放浪の天災画伯。変な形の台車に乗ったタコのようなふにゃふにゃの異星人でリュックやテント類を背負っている。コーちゃんと仲が良い。
山下清画伯を演じた芦屋雁之助と映画『ガンヘッド』が元ネタ。
虹男
全宇宙にその名を轟かせる大悪人「怪人虹男」の5代目。先代までと較べて「怪人」としての才能に乏しいことを悩んでいる。シルクハットとタキシードに身を包み、いつも仮面を被っているが、仮面の下は普通の青年。地味に商才があり、事件を起すため、あるいは路銀を稼ぐために始める商売はそこそこ流行る。しかし、それが彼の意図通りの結果を引き起こすかはまた別の話である。ショウちゃんたちの住む洞窟に居候中。
元ネタは映画『虹男』。
最強男
宇宙最強を自称する、機械の体を持つ男。外見はネクタイを締めたアンドロイド。胸にレーザーや、肩、側頭部に小型砲台を持つ。妻と息子のボブとトムと共にアニカにやって来て住み着いた。親子そろってやたら高飛車な態度をとり、無闇に機関車を破壊するなど実力を見せ付けるデモンストレーションを行うが、その戦闘力はおとうさんには遠く及ばない。
一家で妻だけは比較的正常な性格で最強男が一番大人げない。
オタケさん
インコ型宇宙人。コロナがインコを飼いたいと言い出した際に登場した。見た目こそインコだがコロナより大きい。
実はおかあさんの旧知で本業は宇宙パトロールの艦長。オタケサンは、タイムボカンのメスインコの名前。
デン助
猫型の生体端末。作者の読み切り漫画シリーズ『それ行け宇宙パトロール』に登場する辺境宇宙パトロールのメンバーでオタケさんの部下。かなり図々しい性格で、上がり込んだ家の食料や酒を勝手に飲み食いする。コロナが猫を飼いたいというドサクサからコロナ家の居候となる。上記の性格のため、パトロール隊員の中でもかなり嫌われているのだが、隊員としての腕は確からしい。猫の性質として「きれい好き」なため自主的に入浴するが、同様に猫の性質として「風呂が嫌い」であるため、入浴の際には凄まじい悲鳴を発する。また、鍋料理が好きだが猫舌。
チビ
猫型の生体端末。辺境宇宙パトロールのメンバーだが、情報共感能力に乏しく見習い扱い。コロナたちが見学に来た際には案内役を務めた。

#### 原生生物
原住民
惑星アニカに元から住む“人々”。オウムガイから進化した生物。特撮スタッフが元ネタで、額の文字と名前、趣味・嗜好でわかる。黒い身体部分にオレンジ色の「殻」らしきものを持つ外見で、腕は2本・足は4本。「ひざ」はなく、また元は水棲生物だったのにまったく泳げない。コロナたちの通う幼稚園・小学校の生徒となる。
ジュンくんコロナの友達。額の文字は「大」。純朴でパーカーに惚れ込んでいる。他に好きなものは夕焼け。大木淳がモデル。
コーちゃん釣りが好きで、額には「川」の字。元ネタは川北紘一。「樹」の字を付けたカズちゃんの脚本で、特撮映画『ゴッドねぇちゃんVSデストロイヤー』を作るも、惨憺たる評価を得るハメに。
ジッソーくん額の文字は「実」。いつも顔の前に何か物をかざし、撮影アングルにも凝る。超然とした性格と哲学的な物言いをする。元ネタは実相寺昭雄。ジュンくん、コーちゃんと共に、ショベルマウス宅に同居。
ヤックンショウちゃんとともに悪ガキとされる酒好き。額には「矢」の字があり、モデルは矢島信男。コロナたちとともに小学校に通っているが、実は既に40過ぎらしい。
ショウちゃん額に「中」の字の大の爆発物フェチ。中野昭慶が元ネタ。よく知ったかぶりをする。
ヨッちゃんいつも何かのお面をつけている。額には「小」の字。モデルは小林義明。
ノブちゃん大林宣彦がモデルで額の文字は「宣」。『ねらわれた学園』の台詞を口にした。
シンちゃん額の文字は「樋」。ミニチュア作りが得意。樋口真嗣が元ネタ。彼と一緒に特撮映画を作る「金」「伊」 やアニメのコンテを依頼する「庵」も登場している。
鯉の太郎
巨大な鯉、ただしアニカの魚なので地球の鯉とは若干形状が異なる。滝を遡って龍になる事に憧れ（登竜門のパロディ）、その一途な思いにより進化し、ついに超能力を得るに至る。空を飛ぶ、火を噴く、変身することが可能になった。
台風
一つ眼の巨大な生物を惑星アニカではこう呼ぶ。通常は決まった時期・コースに沿って移動する。コロナに拾われたはぐれた子供を追って、一家の家に直線的に向かってきた。他に同様の巨大生物「春」「正月」「盆」「桜前線」「入道グモ」と呼ばれるものが登場する。
サンドウォーム
アニカに自生する黒くて丸い小動物。登場時には「わくわく」という音喩を伴うことが多い。
暖かい所を好み、アイロン（旧式の炭火を用いるタイプ）を持ち歩いている。このアイロンを地面や壁などに押し当てた後、そこに身体を密着させて暖かさを感じるという行動をとる。
アイロンを押し当てる対象は特に決まってはおらず、おかあさんに押し当てて毛を焦がしたり、ミサイルの信管に押し当てて爆発させるといった傍迷惑な事故を起こすこともある。
一カ所に集めると群体となり、巨大化する。口癖（もしくは鳴声）は「あたたかい」。
げしょ
アニカに自生する小動物。「げしょげしょ」と鳴く。サンドウォームと同じく、群体を形成する事もある。色の白い「雪げしょ」もいる。
プチアップル・パイ版では、髪の毛を欲しがるおとうさんが頭部にげしょを集めたが、すぐに逃げられた。

#### 到来者
ノーマッド
完璧な知性として作られたと自称するロボット。他の知性体と接触、その精神を吸い取ってしまう。アニカの住民も次々犠牲になるが、おとうさんの心を覗いた事で恐慌を起こし、さらにパーカーに逆に精神を吸い取られて活動停止した。その後アンディがメモリを解析し、おとうさんの過去を知る事になる。
元ネタはスタートレックの探査機らしい。
アジーン、ドワー
おとうさんと同型のロボット兵器。詳細はおとうさんの項。人間だった時の本名とは別に「殺し屋」「火の玉」という綽名をもつ。おとうさんを探してアニカにやってくるが、事情を察して引き揚げた。密かにアニカの軌道上にとどまり、「敵」から惑星アニカとコロナ達一家を守っている。ドワーの空間戦闘用オプションはチェトレとの戦闘で破損したものを修復したため、一部の機能が使えなくなっている。
トラ
カバかムーミンのような顔の押し売り。とにかく商売が下手で、やることなすこと大失敗。インチキ宗教やインチキ募金も悲惨な結果に終わった。
フーテンの寅次郎がモデル。
サブ（仮名）
トラの弟分。他にもカメ吉・ヤス等と呼ばれるが、本名はトラすら知らない。トラと知り合ったばかりに酷い目に遭い続ける、ある意味一番の被害者。
鉄道員
アニカに鉄道を敷設するが、おとうさんには工事を邪魔され、最強男にはしょっちゅう蒸気機関車を壊される報われない人たち。3人組で、額には「壱」「弐」「参」とある。
元ネタは三菱鉱業美唄鉄道なのだが、アニカの美唄町以外の場所がどうなっているのかは不明で、この鉄道がどこから来てどこに行くのかは一切描写がない。
マルチプルタイタンパー
いつも「まるちぷるたいたんぱー」と叫ぶ小型ロボット。名の通り、鉄道の保線作業用ロボットである。ガンちゃんの天敵。
チカ
ライカやベルカの訓練学校時代の後輩。擬態によって人間の少女のように見えるが実は虫で、顔面に見える部分は大顎。知能も虫並みで、しばしば話す「チカちゃんでーーす」のセリフは発声ではなく鳴き声である。呼吸は体側の気門から行なう。
マイカ
ライカやベルカの傭兵の訓練学校時代の同級生で鉱物人間。すこぶるマイペースな性格で無口。
循環器系は心臓を使わず連続して流れるために脈がなく、初登場時は死んでいると勘違いされた。熱や衝撃に対する特殊な護身術（と言うよりはクマムシの様な生物的特質）を心得ている。その体は宇宙から墜落しても死なず、火の中にも耐え陸戦型おとうさんに殴られても無事。腕は鋭い手刀になる。
ジルカ
ベルカの従兄弟。傭兵を生業とする一族に生まれながら「それ以外に道があるのではないか」と考えている。だが具体的な提案も出来ずに現状を批判するだけだっためか周囲の理解を得られず、異常に自分に自信のない性格になった。こういったパターンだと逆に自己弁護に終始した傲慢な性格になってもおかしくはないが、こうなったのは元々の性格なのだろう。本人の性格に反して戦術眼が鋭い。だが、積極的に発言しないため手遅れになることが多い。
基本的にベルカと大差ない頑強な肉体を持つが、仲間内では弱虫呼ばわりされていたためか、まったく自覚がない。その結果ベルカ以上に「自分を基準にした行動をとって」被害をもたらす。ライカいわく「ベルカより邪悪」。ベルカと同様に彼も獣人化できるが、肉体が異常に肥大、変身中の記憶がないなどの特異な性質となっている。
グルカ
ベルカの父親。2、3度登場しているもののセリフが無いために性格・口調などは不明。
右目は傷付いていて見えないようである。
初登場では虹男をベルカの友人と勘違いし『おもてなし』という名の応戦をしていた。ベルカ、ジルカと共に出場した武闘大会ではザイカと対戦。一度は引き分けるが再戦では相打ちとなる。
レイカ
ライカの姉。姉といっても身長はライカよりも低く、顔立ちや身体つきも幼いため外見は妹といった感じである。角がライカよりも長く、長い髪を三つ編みにしている。
自分の一族・能力に誇りを持っており、ライカとは対照的に『力』をためらい無く使う。しかし潜在能力はライカの方が上なので、父の関心がライカに向いていると思い嫉妬する。
ザイカ
ライカの父親。初登場では肩に鎧のようなものをつけていた。頭に細い紐のようなものを巻いている。
一族唯一の弱点である「呪文詠唱中の隙」を無くすために圧縮詠唱の修行を積んでいる。娘であるライカやレイカには家の誇りを持つようにと厳しくしてきたが、それも愛ゆえであり根は温かみのある良き父親である。糸目。
真面目な性格のために娘とのコミュニケーション手段を誤ってしまうこともしばしば。わざわざライカを引っ張り出して出場した武闘大会も本人は「家族サービス」のつもりだった。
男
ウェスナー星の生き残り。家族の仇であるトリー准将（おとうさん）を探してこの星を訪れるが、コロナたちの姿を見て何もせずに去っていった。自身でも調査を繰り返した結果、事実にはたどり着いていた。当事者であったアジーン、ドワーと直接話したことで納得した模様。

### プチアップル・パイ版
コロナ、おとうさん、おかあさん、ターくんは共通して登場する。
ムルチ
プチアップル・パイ版では名称不明の舞台の惑星の森に住む小妖精。全長20〜30センチ位の羽根と触角を持つ少女の姿。コロナのペットを探して森を彷徨うおとうさんの前に現れ、家族の一員となる。結構キツい性格。

### アフタヌーン版
登場人物はほぼ少年キャプテン版と同じであるが、乗っていた宇宙船が墜落してベルカが舞台の惑星にやってくるところから物語が始まりコロナたちの事情を知らないなど若干設定が異なる。
カミサマ
おかあさんたちが再現した神社に、インチキではあるが魂がこもっていたために宿ってしまった。本来は神社にいてこその存在だが、三種の神器があれば神社の外でも神通力を使う事ができる。ただし基本的に祟り神なので天災や疫病しか起こせない。

### OVA版
ポーナ
顔と胴体が一体化した宇宙人。その言動は老婆のもの。
親子喧嘩をして家出したコロナの前に登場。
ベルカが発信していた尋ね人の信号を、コロナの養親を探していると勘違いして訪れるが、
コロナに「おとうさんもおかあさんも居る」と言われ、宇宙船で帰る所をおとうさんと接触事故を起こし墜落。
エンディングで現住生物の住処に身を寄せている姿が描かれている。

## OVA
1988年12月21日発売。

### キャスト
- コロナ：荘真由美
- ベルカ：水谷優子
- おとうさん：玄田哲章
- おかあさん：藤田淑子
- ターくん：神谷明
- アンディ：三ツ矢雄二
- ケン：若本規夫
- ポーナ：向井真理子
- ジュン：中原茂
- ジッソー：柏倉つとむ
- コーちゃん：三塚学
- ヤッくん：庄野晃一
- ショウちゃん：北沢洋
- せんせい：鷹森淑乃
- おまわりさん：石井浩二

### スタッフ
- 監督 - 矢吹公郎
- 脚本 - 島田満
- キャラクターデザイン・作画監督 - 関野昌弘
- 絵コンテ・演出 - 鈴木幸雄
- 美術監督 - 中村光毅
- 撮影監督 - 白井久男
- 音楽 - 渡辺博也
- 録音監督 - 小林克良
- 効果 - 新井秀徳（フィズサウンド）
- プロデューサー - 横尾道男、坪池義雄、石黒育
- 制作 - 動画工房

### 主題歌
オープニングテーマ「いちばんステキなラブ・ソング」
作詞・歌 - 斉藤美和子 / 作曲 - 瀬井広明 / 編曲 - 渡辺博也
エンディングテーマ「すぷりんぐ・そんぐ」
作詞・歌 - 斉藤美和子 / 作曲 - 瀬井広明 / 編曲 - 渡辺博也